# National Society of Black Physicists

La National Society of Black Physicists (NSBP), (Société nationale des physiciens noirs), est une association de scientifiques créée en 1977 pour la valorisation professionnelle et la promotion des travaux des universitaires et chercheurs afro-américains dans le domaine des sciences physiques.

## Histoire
En 1973, se tient à l'université Frisk de Nashville dans le Tennessee, une assemblée de physiciens afro-américains pour célébrer les apports scientifiques des Dr. Donald Edwards, Dr. John McNeil Hunter, et Dr. Halson V. Eagleson, à la fin l'assemblée propose la création d'une organisation qui puisse faire la promotion des physiciens afro-américains et qui aurait le nom de National Society of Black Physicists
La NSBP est fondée en 1977 à l'Université d'État Morgan, sa mission est de faire pression auprès des universités et centres  de recherches pour intégrer les docteurs en sciences physiques afro-américains.
En septembre 2020, l'Université d'État Morgan est nommée site historique par la Société américaine de physique pour avoir été le lieu de création de la NSBP.

## Promotion des afro-américaines en science
En 1980, la physicienne Shirley Ann Jackson est élue présidente de la National Society of Black Physicists.

## Membres célèbres
- Sylvester James Gates
- Neil DeGrasse Tyson
- Ronald L. Mallett
- Valerie Thomas
- Milton Dean Slaughter (en)
- Joseph A Johnson Jr.[6]
- Kennedy J. Reed (en)
- Stephon Alexander (en)
- Jami Valentine (en)